# Серебряный Кол
Серебряный Кол (укр. Срібний Кіл) — затопленный карьер, расположенный на территории Дарницкого района города Киева. Площадь водоёма — 0,05 км² (5,3 га). Тип общей минерализации — пресный. Происхождение — антропогенное.
Назван по одноимённой исторической местности.

## География
Длина — 0,84 км. Ширина наибольшая — 0,075 км. Технический водоём предназначен для прохода вод ливневой дождевой канализации в Днепр.
Расположено на левом берегу Днепра южнее 10 микрорайона жилого массива Позняки: севернее проспекта Николая Бажана, южнее улицы Срибнокильская, восточнее Днепровской набережной и западнее проспекта Петра Григоренко. Восточнее расположено озеро Позняки, южнее западной оконечности озера расположена станция метро «Осокорки», восточной оконечности — «Позняки».
Котловина водоёма неправильной формы, вытянутая с запада на восток. Водоём образовался в результате заполнения водой карьера гидронамыва, созданного при строительстве прилегающего микрорайона в 1980-е годы. Берега пологие, поросшие высшей прибережно-водной растительностью. Окружён парковой зоной с общей площадью 7,54 га.
Водоём является частью дренажной системы, которая создана в 1980-х годах при намыве территории Харьковского жилого массива. Окружающая территория поднята на 5-6 метров над урезом воды. Является приёмником ливневых вод. Из него вода попадает в залив Коммунист, после чего — в Днепр.